# Malý Horeš
Malý Horeš és un poble i municipi d'Eslovàquia. Es troba a la regió de Košice, a l'est del país.

## Història
La primera referència escrita de la vila data del 1214.

## Demografia
| Godina             | 1994 | 2004   | 2014   | 2024   |
| ------------------ | ---- | ------ | ------ | ------ |
| Nombre de persones | 1178 | 1112   | 1113   | 1068   |
| Diferència         |      | −5,60% | +0,08% | −4,04% |

| Godina             | 2023 | 2024   |
| ------------------ | ---- | ------ |
| Nombre de persones | 1073 | 1068   |
| Diferència         |      | −0,46% |